# Richard de Redvers
Los orígenes de Richard de Redvers son oscuros y su perfil se confunde a menudo con Richard de Vernon, que puede ser (o no) la misma persona.
Richard de Redvers también Richard de Brionne (c. 1064-1137) fue un noble caballero anglonormando, presuntamente conde de Vernon, que tuvo cierto protagonismo durante el reinado de Enrique I de Inglaterra. Según las crónicas de la abadía de Ford, no tuvo descendencia (Latín medieval: sine prole).

## Controversia familiar
La controversia existente durante décadas por su vacío genealógico, ha provocado que la vida curricular de Richard de Redvers, se confunda en ocasiones con Richard de Vernon. Las crónicas mencionan a dos hermanas. Adela, murió sin descendencia conocida; y Emma, casada con Guillermo Avenel (c. 1080-1130), pero otras fuentes más antiguas vinculan las mismas personas a Richard FitzBaldwin (de Brionne), señor de Okehampton, hijo de Baldwin fitz Gilbert.